# Wanderer (album)
Wanderer – ósmy album studyjny niemieckiej grupy muzycznej Heaven Shall Burn, wydany 19 września 2016 nakładem Century Media.

## Lista utworów
1. "The Loss of Fury" – 2:21
2. "Bring the War Home" – 4:20
3. "Passage of the Crane" – 3:57
4. "They Shall Not Pass" – 5:33
5. "Downshifter" – 5:59
6. "Prey to God" – 3:08
7. "My Heart Is My Compass" – 1:10
8. "Save Me" – 4:57
9. "Corium" – 5:28
10. "Extermination Order" – 3:20
11. "A River of Crimson" – 4:28

Utwory bonusowe
7. "Agent Orange" (cover Sodom) – 6:08
13. "The Cry of Mankind" (cover My Dying Bride) – 7:35
14. "Battle of Attrition" – 3:48
| Too Good to Steal From Edition |
| --- |
| 1. "Whatever That Hurts" (Tiamat, 1994) – 6:02 2. "Valhalla" (Blind Guardian, 1994, gośc. Hansi Kürsch z Blind Guardian) – 5:30 3. "Black Tears" (Edge of Sanity, 1994) – 3:06 4. "European Super State" (Killing Joke, 2010; gośc. Katharina Radig) – 4:32 5. "Straßenkampf" (Die Skeptiker, 1991; gośc. Patrick Schleitzer) – 2:02 6. "Nowhere" (Therapy?, 1994) – 2:27 7. "True Belief" (Paradise Lost, 1993) – 4:31 8. "Not My God" (Hate Squad, 1995) – 3:55 9. "Destroy Fascism" (Endstand, 1998) – 1:55 10. "Dislocation" (Disembodied, 1998 – 3:35 11. "Auge um Auge" (Dritte Wahl, 1994; gośc. Mille Petrozza) – 2:52 12. "Downfall of Christ" (Merauder, 1996) – 3:11 13. "River Runs Red" (Life of Agony, 1993) – 1:51 |

## Twórcy
Skład zespołu
- Marcus Bischoff – śpiew

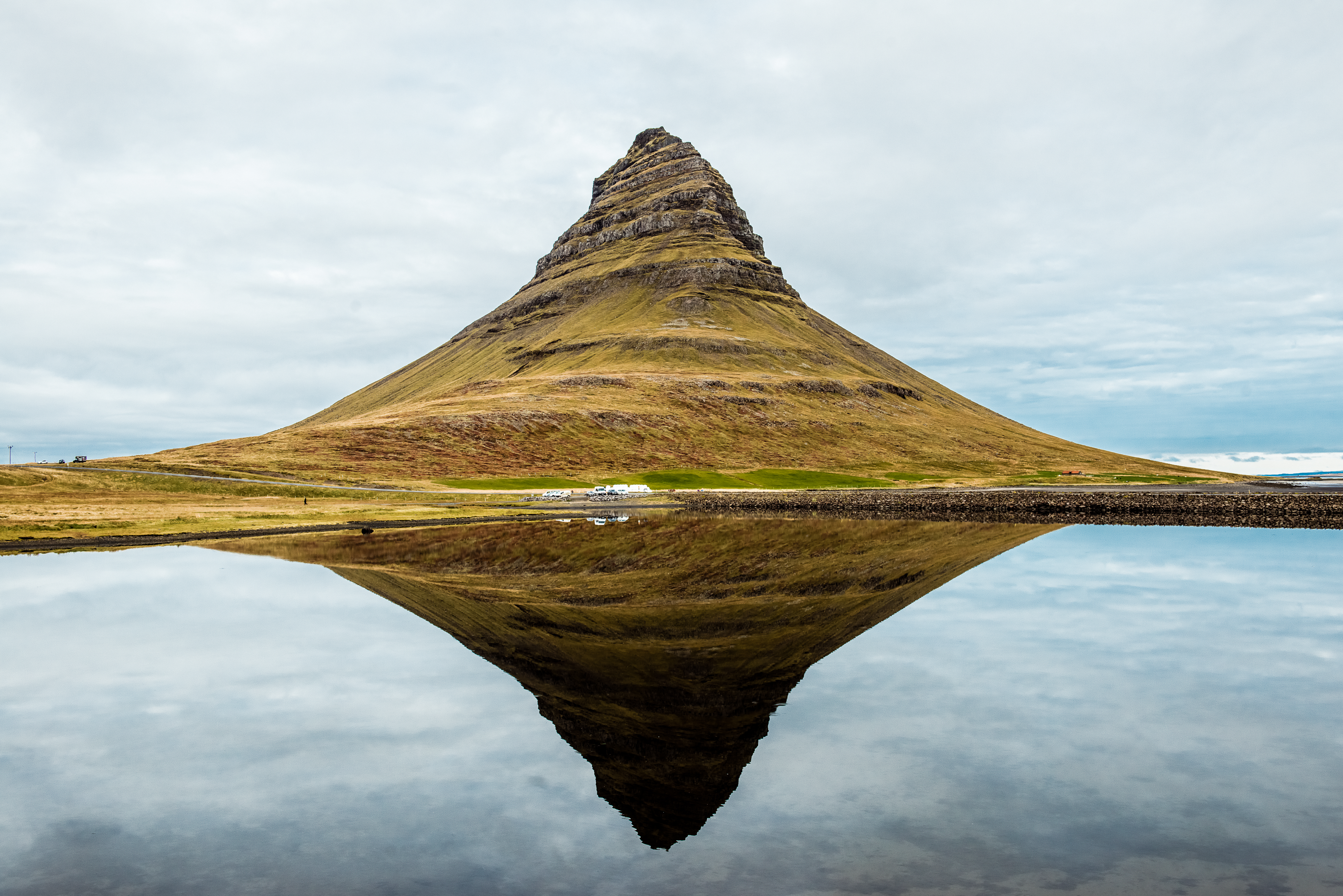
Islandzka góra Kirkjufell, widniejąca na okładce płyty

- Maik Weichert – gitara elektryczna, teksty, koprodukcja
- Alexander Dietz – gitara elektryczna, producent muzyczny, inżynier dźwięku
- Eric Bischoff – gitara basowa
- Christian Bass – perkusja

Udział innych
- René Liedtke – gitara prowadząca, dodatkowy śpiew
- George Fisher (Cannibal Corpse) – śpiew w utworze 6
- Aðalbjörn Tryggvason (Sólstafir) – śpiew w utworze 13
- Nick Hipa (As I Lay Dying) – gitara w utworze 9
- Frank Blackfire – gitara w utworze 7

## Opis
- Był to pierwszy album grupy, na którym jako pełnoprawny członek pracował perkusista Christian Bass[7].
- W kwestii tytułu płyty twórcy pozostawili dla odbiorców sprawę otwartą, a określenie wędrowiec dotyczy zarówno życia duchowego jak i aktywności fizycznej[8]. Muzycy zespołu uprawiają piesze wędrowanie w swoim regionie[7]. Poza ty M. Weichert wskazał inne powiązania tego motywu: skrzyżowanie „zmiany siebie”, „zmiany świata” i zmiany, jaką przynosi podróż, oraz wyraził stwierdzenie, iż „każdy podróżnik jest rewolucjonistą”[8].
- Na okładce płyty wykorzystano zdjęcie przedstawiające górę Kirkjufell, leżącą na zachodnim wybrzeżu Islandii, która według Maika Weicherta przez swoje położenie i wymowę stanowi swego rodzaju oświadczenie[9]. Jak przyznał muzyk ów widok to z jednej strony przedstawia przepięny motyw, a z drugiej rodzaj symbolu, jako że góra jawi się jako monolit, potężna i niewzruszalna[8]. Autorem zdjęcia jest Christian Thiele (od lat współpracujący z HSB), który przygotował fotograficzną oprawę graficzną albumu[10]. Według słów Weicherta spokój ukazany na okładce płyty ma stanowić spokój przed burzą i atakiem[11]. W zawartości tekstowej utworów na płycie grupa tym razem zrezygnowała z jednoznacznych manifestów politycznych, zawierając jednakże odniesienia w tekstach[12][7]. Z tego względu płyta Wanderer nie jest mniej polityczna od pozostałych wydawnictw HSB[7].
- W utworze pt. "Bring the War Home" grupa podjęła krytykę sensu wojny[11].
- Utwór zatytułowany "Passage of the Crane" jest poświęcony historii japońskiej dziewczynki Sadako Sasaki, która w wieku dwóch lat przeżyła wybuch bomby atomowej, zrzuconej 6 sierpnia 1945 roku na Hiroszimę[13][14].
- Tekst piosenki pt. "They Shall Not Pass" stanowi odniesienie do bitwy na Cable Street 4 października 1936 w Londynie, w którym antyfaszyści dokonali próby zatrzymania marszu Brytyjskiej Unii Faszystów, a jednocześnie stanowi krytyczne spojrzenie wobec organizacji PEGIDA, aktualnie działającej w Niemczech[7][15][14].
- W utworze "Corium" został poruszony problem zagrożenia skutkami energii jądrowej (tytułowy Korium), zaś teledysk do tej piosenki został nakręcony w scenerii Patagonii z widokiem na górę Fitz Roy[16][17].
- Piosenka pt "Extermination Order" traktuje o ludobójstwie Herero i Namaqua, brutalnym stłumieniu przez wojska Cesarstwa Niemieckiego powstania afrykańskich ludów Herero i Namaqua na obszarze ówczesnej Niemieckiej Afryki Południowo-Zachodniej (obecna Namibia), które uznawane jest za pierwsze ludobójstwo XX wieku[18][14].
- Utwór pt. "A River of Crimson" został zadedykowany rodzinie przyjaciela zespołu, którego syn po raz drugi zapadł na białaczkę[8][12][14]. Ów znajomy poprosił muzyków o stworzenie pozytywnej piosenki, po czym Maik Weichert napisał tekst mówiący o wartości krwi i chwalący „czerwoną armię” tj. krwiodawców[8][14].
- Wersja podstawowa płyty zawiera 11 autorskich utworów zespołu. W wersji deluxe albumu znalazły się dodatkowo piosenki bonusowe, w tym dwa covery: "Agent Orange" formacji Sodom i "The Cry of Mankind" grupy My Dying Bride.
- Album był promowany przez single "Downshifter", "Bring the War Home" i "Passage of the Crane". Nakręcono teledyski do utworów "Downshifter"[19], "Passage of the Crane"[20] i "Corium"[21][22].